# Astrakhan

Vị trí của tỉnh Astrakhan.

Astrakhan (tiếng Nga: Астрахань, IPA: [ˈastrəxənʲ]) là thành phố thủ phủ tỉnh Astrakhan Oblast, một tỉnh thuộc vùng liên bang phía Nam của Nga.

## Thông tin cơ bản
Astrakhan nằm trên 11 hòn đảo của vùng đất thấp Caspian, ở phần trên của châu thổ sông Volga, Nga. Phần chính của thành phố nằm trên bờ trái của sông Volga, còn bờ phải chiếm khoảng 20% cư dân của thành phố. Cả hai phần của thành phố được nối bởi hai cây cầu trên sông Volga. Tổng diện tích của thành phố khoảng 500 km².
Thành phố này trải dài 22 km dọc theo sông Volga.
Astrakhan cùng múi giờ với Moskva, mặc dù trên thực tế thời gian thực của Astrakhan nhanh hơn Moskva 42 phút.
Tại Astrakhan có ga tàu, cảng sông và sân bay Narimanovo. Từ Astrakhan đến Moskva đi máy bay mất khoảng 2 giờ, đi tàu lửa mất khoảng 28 giờ. Đi dọc theo sông Volga bằng thuyền phải mất 8 ngày để tới được Moskva (với điểm dừng ở các thành phố).

## Khí hậu
| Dữ liệu khí hậu của Astrakhan           | Dữ liệu khí hậu của Astrakhan | Dữ liệu khí hậu của Astrakhan | Dữ liệu khí hậu của Astrakhan | Dữ liệu khí hậu của Astrakhan | Dữ liệu khí hậu của Astrakhan | Dữ liệu khí hậu của Astrakhan | Dữ liệu khí hậu của Astrakhan | Dữ liệu khí hậu của Astrakhan | Dữ liệu khí hậu của Astrakhan | Dữ liệu khí hậu của Astrakhan | Dữ liệu khí hậu của Astrakhan | Dữ liệu khí hậu của Astrakhan | Dữ liệu khí hậu của Astrakhan |
| Tháng                                   | 1                             | 2                             | 3                             | 4                             | 5                             | 6                             | 7                             | 8                             | 9                             | 10                            | 11                            | 12                            | Năm                           |
| --------------------------------------- | ----------------------------- | ----------------------------- | ----------------------------- | ----------------------------- | ----------------------------- | ----------------------------- | ----------------------------- | ----------------------------- | ----------------------------- | ----------------------------- | ----------------------------- | ----------------------------- | ----------------------------- |
| Cao kỉ lục °C (°F)                      | 14.0 (57.2)                   | 16.9 (62.4)                   | 24.0 (75.2)                   | 32.0 (89.6)                   | 36.8 (98.2)                   | 39.9 (103.8)                  | 41.0 (105.8)                  | 40.8 (105.4)                  | 38.0 (100.4)                  | 29.9 (85.8)                   | 21.6 (70.9)                   | 16.4 (61.5)                   | 41.0 (105.8)                  |
| Trung bình ngày tối đa °C (°F)          | −0.1 (31.8)                   | 0.8 (33.4)                    | 7.8 (46.0)                    | 17.4 (63.3)                   | 23.8 (74.8)                   | 29.3 (84.7)                   | 32.0 (89.6)                   | 30.7 (87.3)                   | 24.4 (75.9)                   | 16.3 (61.3)                   | 7.4 (45.3)                    | 1.2 (34.2)                    | 15.9 (60.6)                   |
| Trung bình ngày °C (°F)                 | −3.6 (25.5)                   | −3.7 (25.3)                   | 2.3 (36.1)                    | 11.1 (52.0)                   | 17.7 (63.9)                   | 23.1 (73.6)                   | 25.6 (78.1)                   | 24.0 (75.2)                   | 17.7 (63.9)                   | 10.4 (50.7)                   | 3.1 (37.6)                    | −1.9 (28.6)                   | 10.5 (50.9)                   |
| Tối thiểu trung bình ngày °C (°F)       | −6.5 (20.3)                   | −7.1 (19.2)                   | −1.9 (28.6)                   | 5.9 (42.6)                    | 12.1 (53.8)                   | 17.4 (63.3)                   | 19.6 (67.3)                   | 18.1 (64.6)                   | 12.3 (54.1)                   | 6.0 (42.8)                    | 0.4 (32.7)                    | −4.6 (23.7)                   | 6.0 (42.8)                    |
| Thấp kỉ lục °C (°F)                     | −31.8 (−25.2)                 | −33.6 (−28.5)                 | −26.9 (−16.4)                 | −8.9 (16.0)                   | −1.1 (30.0)                   | 6.1 (43.0)                    | 10.1 (50.2)                   | 6.1 (43.0)                    | −2.0 (28.4)                   | −10.5 (13.1)                  | −25.8 (−14.4)                 | −29.9 (−21.8)                 | −33.6 (−28.5)                 |
| Lượng Giáng thủy trung bình mm (inches) | 16 (0.6)                      | 12 (0.5)                      | 16 (0.6)                      | 23 (0.9)                      | 28 (1.1)                      | 25 (1.0)                      | 24 (0.9)                      | 21 (0.8)                      | 17 (0.7)                      | 18 (0.7)                      | 18 (0.7)                      | 16 (0.6)                      | 234 (9.2)                     |
| Số ngày mưa trung bình                  | 8                             | 6                             | 7                             | 11                            | 12                            | 11                            | 10                            | 9                             | 9                             | 9                             | 12                            | 10                            | 114                           |
| Số ngày tuyết rơi trung bình            | 14                            | 12                            | 7                             | 0.4                           | 0                             | 0                             | 0                             | 0                             | 0                             | 0                             | 6                             | 12                            | 51                            |
| Độ ẩm tương đối trung bình (%)          | 84                            | 80                            | 73                            | 63                            | 61                            | 58                            | 58                            | 59                            | 66                            | 74                            | 83                            | 86                            | 70                            |
| Số giờ nắng trung bình tháng            | 87                            | 106                           | 163                           | 226                           | 293                           | 316                           | 332                           | 309                           | 252                           | 181                           | 84                            | 58                            | 2.407                         |
| Nguồn 1: Pogoda.ru.net                  |                               |                               |                               |                               |                               |                               |                               |                               |                               |                               |                               |                               |                               |
| Nguồn 2: NOAA (nắng, 1961–1990)         |                               |                               |                               |                               |                               |                               |                               |                               |                               |                               |                               |                               |                               |

## Hình ảnh

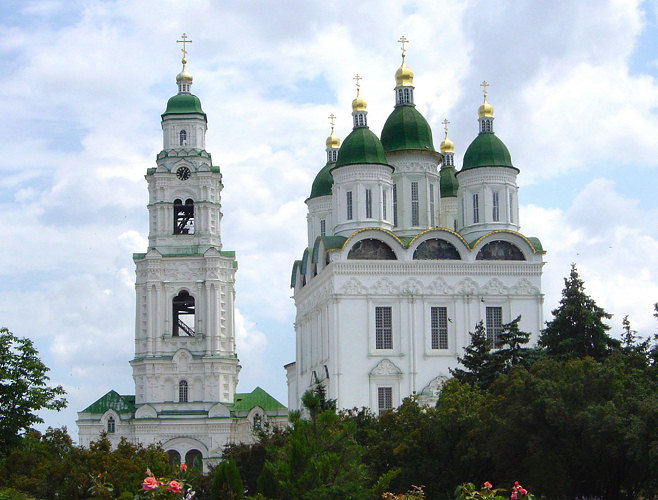
Ascension Cathedral in the Kremlin (1700–1710)
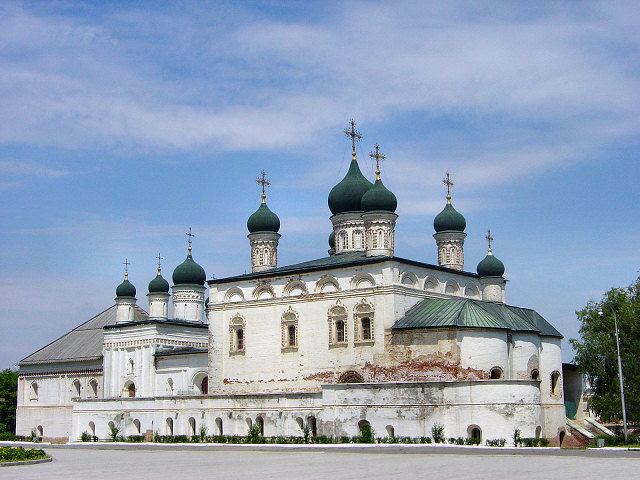
Trinity Cathedral (1697–1699)
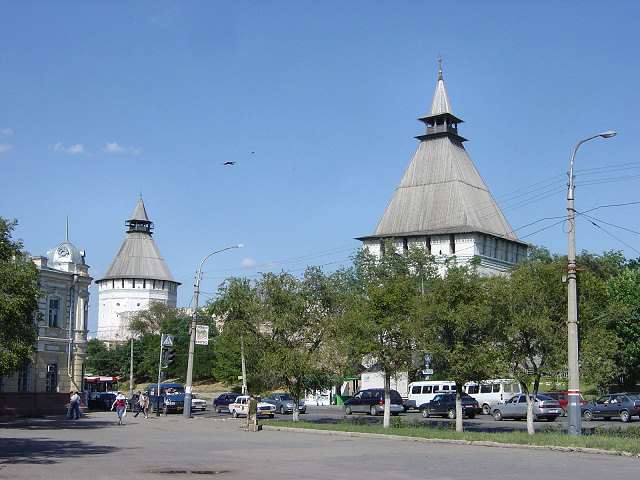
The towers of the Astrakhan Kremlin.